# Blades of Glory
Blades of Glory is een film uit 2007 onder regie van Josh Gordon en Will Speck.

## Verhaal
Kunstschaatsers Chazz Michael Michaels (Will Ferrell) en Jimmy MacElroy (Jon Heder) behoren beide tot de top in hun sport, maar hebben totaal verschillende karakters en kunnen elkaar niet uitstaan. Waar Michaels zich als ruige macho gedraagt, heeft MacElroy een voorkomen en gedrag dat op het vrouwelijke af is. Op het wereldkampioenschap worden ze gedeeld eerste, maar beginnen ze elkaar zodanig voor rotte vis uit te maken, dat ze hun medailles moeten inleveren en levenslang geschorst worden.
Een paar jaar later wijst een fan MacElroy op een gat in de reglementen waardoor hij toch weer zou kunnen kunstschaatsen. Hij moet dan wel in de parencompetitie meedoen. In zijn zoektocht naar een partner komt hij Michaels weer tegen en direct is er weer ruzie. MacElroys voormalige coach (Craig T. Nelson) komt hierdoor niettemin op een nooit eerder vertoond idee: hij wil de twee samen zien schaatsen als het eerste mannenpaar in het figuurschaatsen ooit, want hij denkt dat ze elkaars kwaliteiten perfect aanvullen. MacElroy en Michaels accepteren het voorstel aarzelend en slaan aan het trainen. Hun grote concurrenten, broer en zus Stranz (Will Arnett) en Fairchild Van Waldenberg (Amy Poehler), willen niettemin voorkomen dat de twee mannen ze in de weg kunnen staan en trekken een truccendoos met streken open om ze gediskwalificeerd te krijgen.

## Rolverdeling
| Acteur           | Personage              |
| ---------------- | ---------------------- |
| Will Ferrell     | Chazz Michael Michaels |
| Jon Heder        | Jimmy MacElroy         |
| Will Arnett      | Stranz                 |
| Amy Poehler      | Fairchild              |
| Jenna Fischer    | Katie                  |
| William Fichtner | Darren                 |
| Craig T. Nelson  | Coach                  |
| Romany Malco     | Jesse                  |
| Nick Swardson    | Hector                 |
| Luciana Carro    | Sammy                  |
| Sasha Cohen      | Zichzelf               |
| Rob Corddry      | Bryce                  |
| William Daniels  | Ebbers                 |
| Andy Richter     | Extra                  |

## Trivia
- Poehler en Arnett spelen broer en zus Van Waldenberg. In werkelijkheid waren de twee ten tijde van de première 3,5 jaar met elkaar getrouwd.